# Sala Al Jadida
Sala Al Jadida (in arabo ‎?, سلا الجديدة); conosciuta anche come Nuovelle Salé è una città di fondazione marocchina, situata tra la capitale Rabat (a 10 km), e Salé, (a 17 km).

## Etimologia
Hassan II ordinò di iniziare i lavori per costruire una nuova città vicino alla capitale Rabat e Salé, fu necessario dare un nome appropriato a questa città, e così si decise di chiamarla Sala Al-Jadida perché è compreso nel perimetro del comune urbano di Salé, oltre ad essere situato sulla sponda nord del Bou Regreg.

## Struttura cittadina
Sala Al Jadida  è una tecnopoli, iniziata da Hassan II e proseguita con Muhammad VI del Marocco, lanciato nell'aprile 2007, è stata inaugurata la prima fase di 107 ettari l'11 ottobre 2008. Una second tornata porterà la superficie complessiva a 300 ettari.

### Obiettivi
Technopolis è la materializzazione della nuova vocazione della capitale nel settore delle nuove tecnologie. Nell'ambito del programma governativo per lo sviluppo settoriale Emergence, questa vocazione è orientata dal desiderio di affermare il posto del Marocco nel settore industriale e della conoscenza (in particolare l'istituzione dell'Università Internazionale di Rabat).